# Pietro Costa
Pietro Costa (29 de junio de 1849, Celle Ligure, Italia- 13 de marzo de 1901, Roma, Italia) fue un escultor italiano que realizó obras en Génova, Roma, Ciudad de Buenos Aires, La Plata y La Habana.

## Su vida
Asistió a la Academia de Bellas Artes Ligustica de Génova y tomó cursos con Santo Varni. Luego de concretar sus estudios, en 1871 obtuvo una beca Durazzo con la cual pudo perfeccionar sus habilidades en Florencia. Posteriormente, en 1878, ganó otra beca que le permitió continuar sus estudios en Roma.

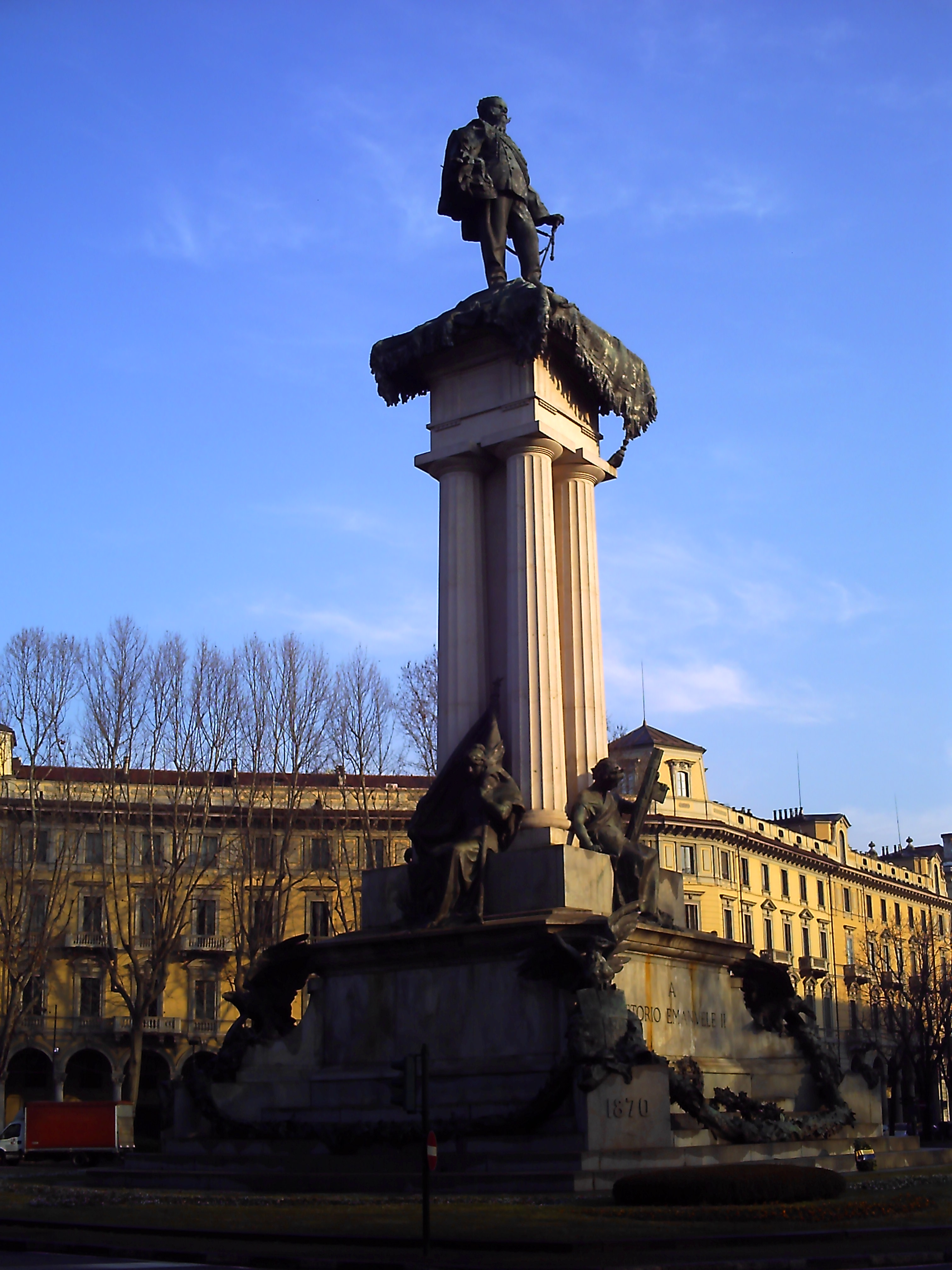
Monumento a Vittorio Emanuele II en Turín.

Durante sus primeros años en Roma se le hizo un ofrecimiento que lo vincularía con el nacionalismo italiano: el modelaje de un busto de bronce del Rey Vittorio Emanuele II que sería ubicada en una sala del Consejo Provincial de Roma. El mismo año presentaría una copia de yeso de esa obra en la Exposición Universal de París.
También en 1878, ganó un concurso para la realización de un bajorrelieve titulado Allegoria dell'Industria e dell'Agricoltura en el Palazzo ministerio delle finanze en Roma, que finalizó en 1881.
En 1879 ganó dos concursos nacionales que le permitieron realizar el Monumento a Giuseppe Mazzini en Génova y el Monumento a Vittorio Emanuele II en Turín. En estas dos obras,  además de las estatuas de los personajes homenajeados se encuentran figuras alegóricas, como el pensamiento y la acción en el monumento G. Mazzini y la unidad, la libertad, el trabajo y la fraternidad en el de Vittorio Emanuele II.
También realizó esculturas funerarias, como la tumba de Noceti en el cementerio monumental de Staglieno en Génova.

## Obras en América

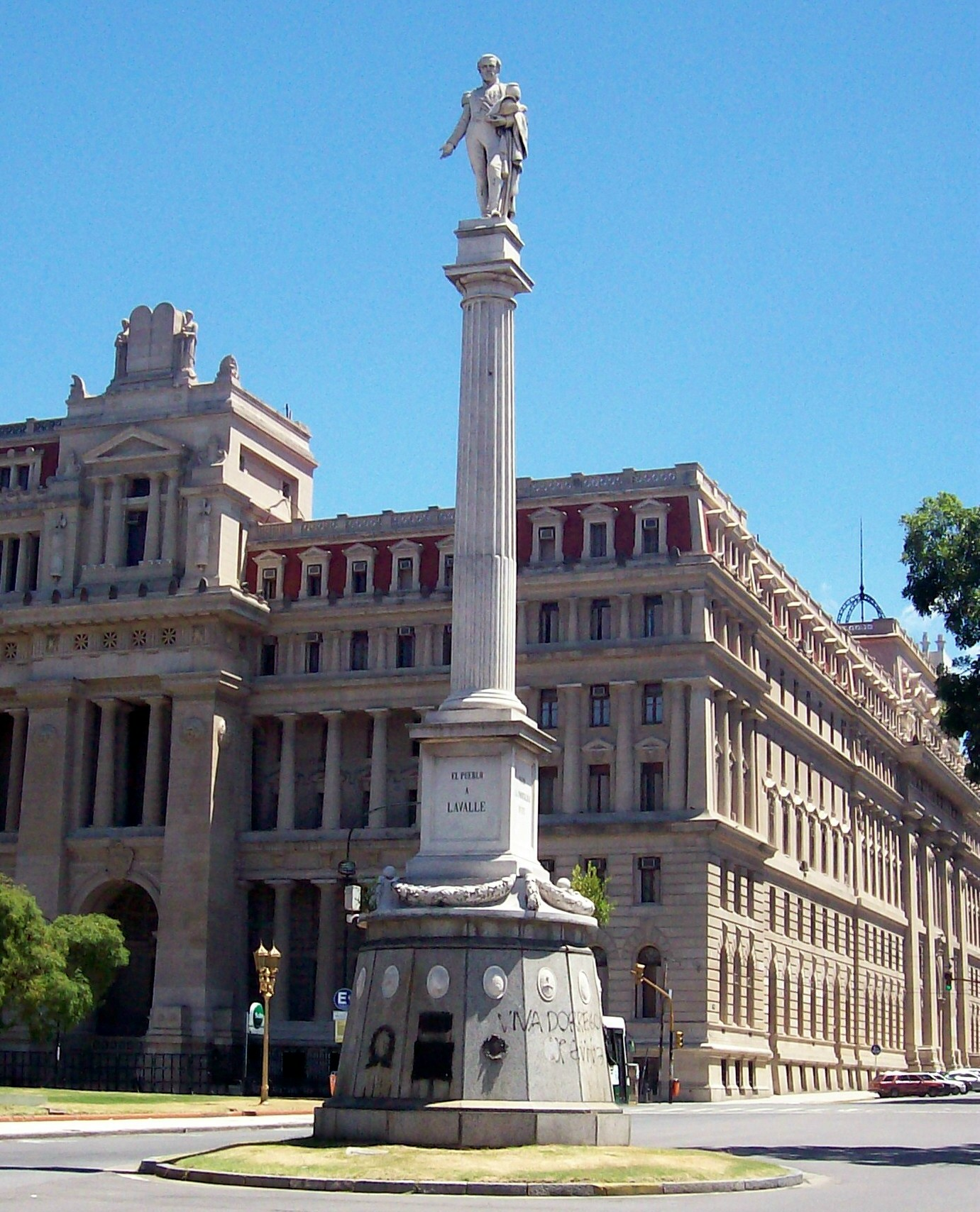
Columna Lavalle en Buenos Aires.

Las obras del artista llegaron también a América. En la capital argentina, la Ciudad Autónoma de Buenos Aires, se encuentra la columna en memoria del General Juan Lavalle, en la plaza homónima, inaugurada en 1887. En 1877, en la ciudad argentina de Moreno, se inauguró la primera estatua dedicada al prócer Mariano Moreno, realizada por el escultor italiano.

En la ciudad de La Plata, el entonces Gobernador de la Provincia de Buenos Aires, Dardo Rocha, contrató en 1882 a Costa para la realización de dieciséis obras escultóricas. Una de ellas era el Monumento a la Primera Junta de Gobierno, que fue desmantelado. Otras son La Industria, La Agricultura, Las Artes y El Comercio, que datan de 1889 y fueron instaladas en el Paseo del Bosque. En 1886 se le encargó al escultor la estatua de Bernardino Rivadavia, que actualmente se encuentra en la plaza homónima.

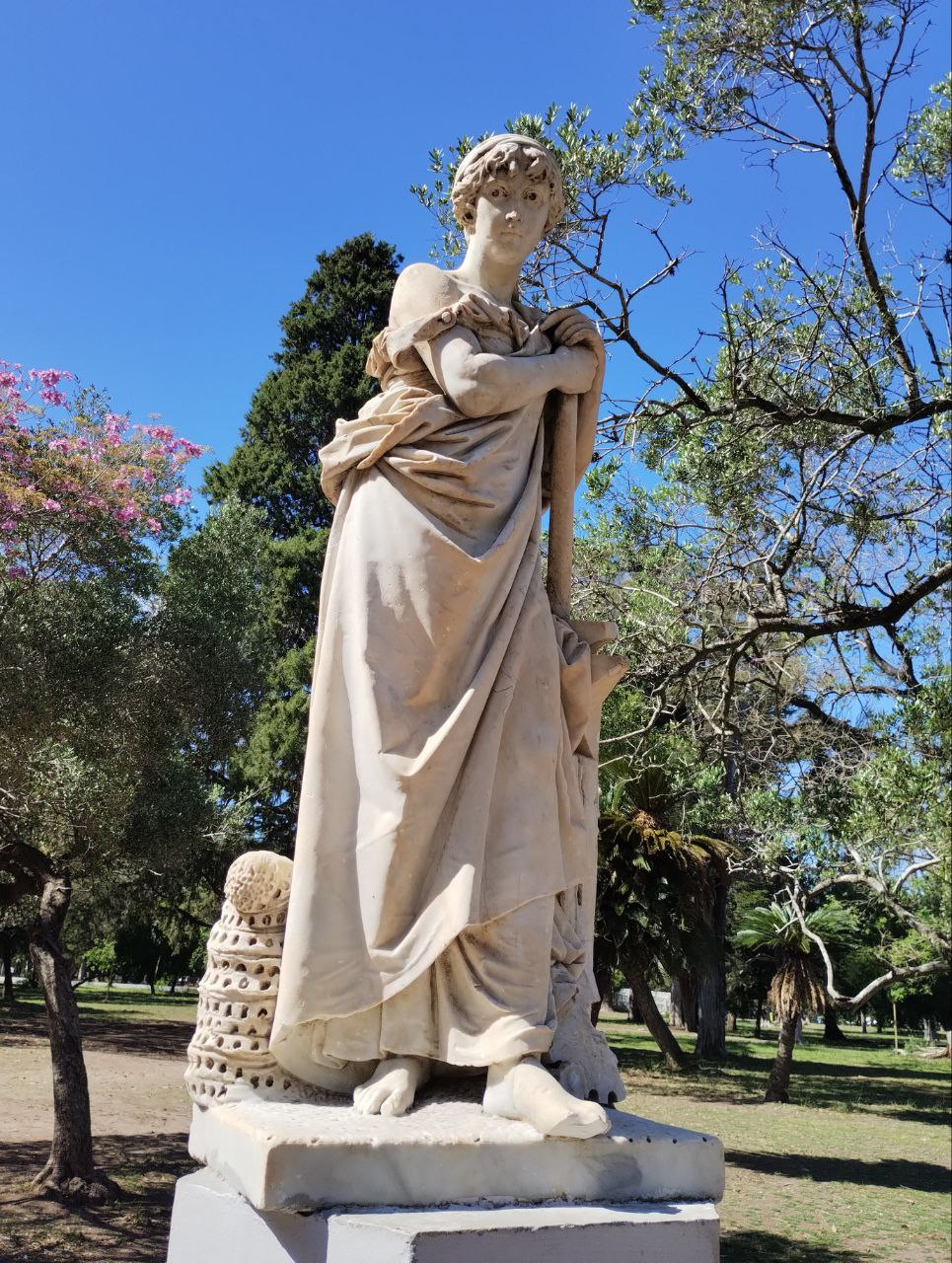
La obra de Pietro Costa en el Paseo del Bosque, La Plata.
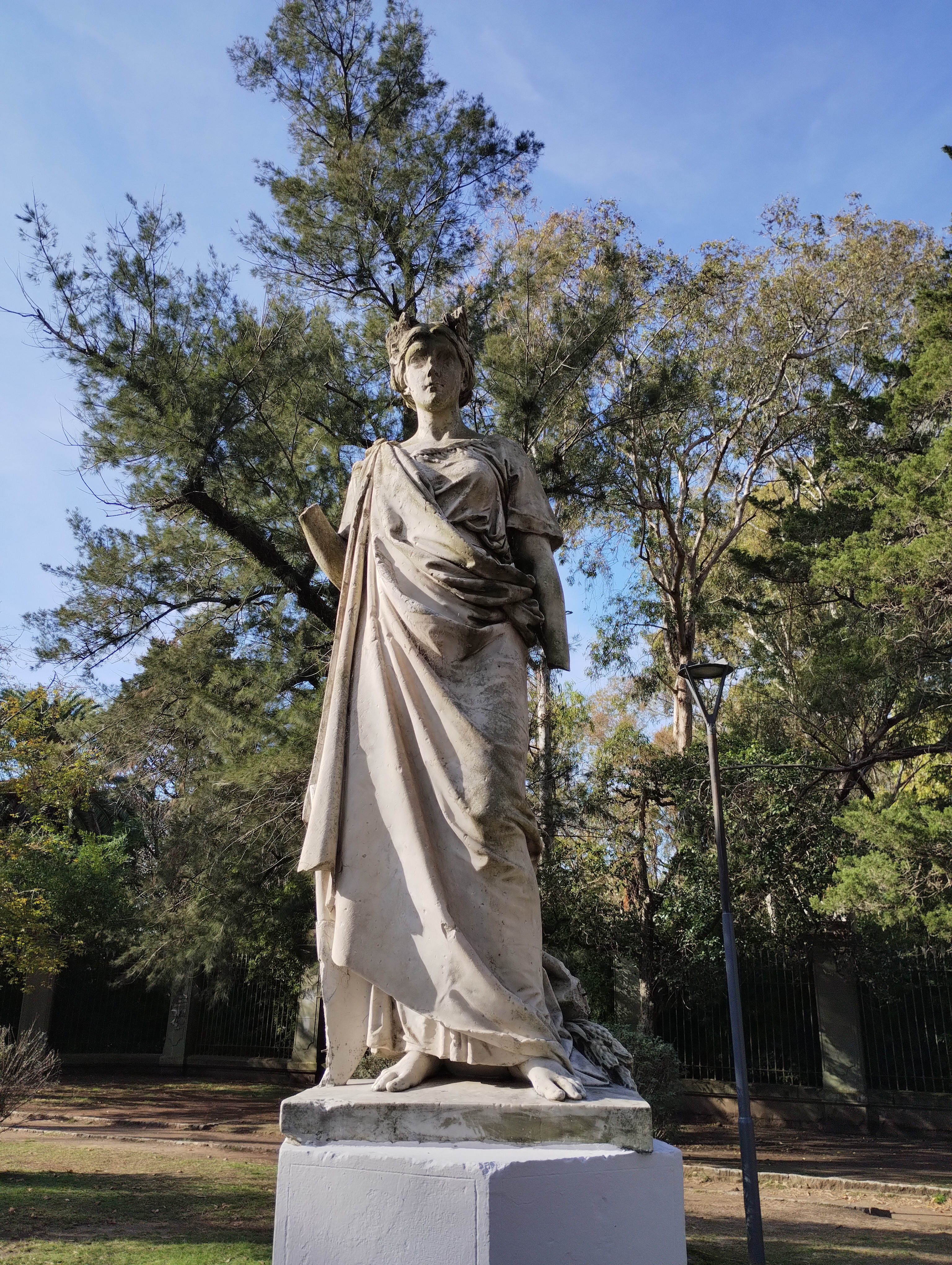
La obra de Pietro Costa en el Paseo del Bosque, La Plata.
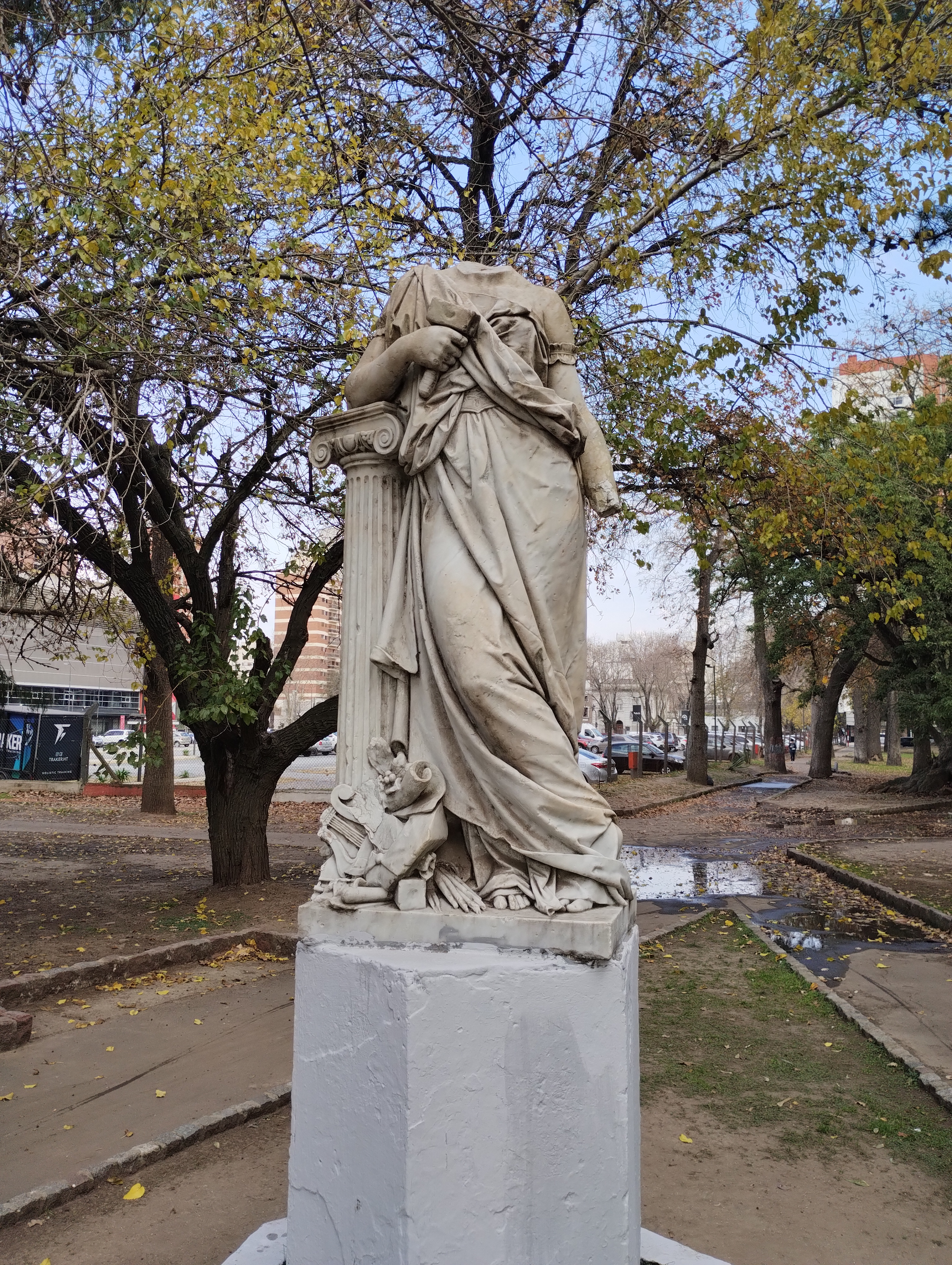
La obra de Pietro Costa en el Paseo del Bosque, La Plata.
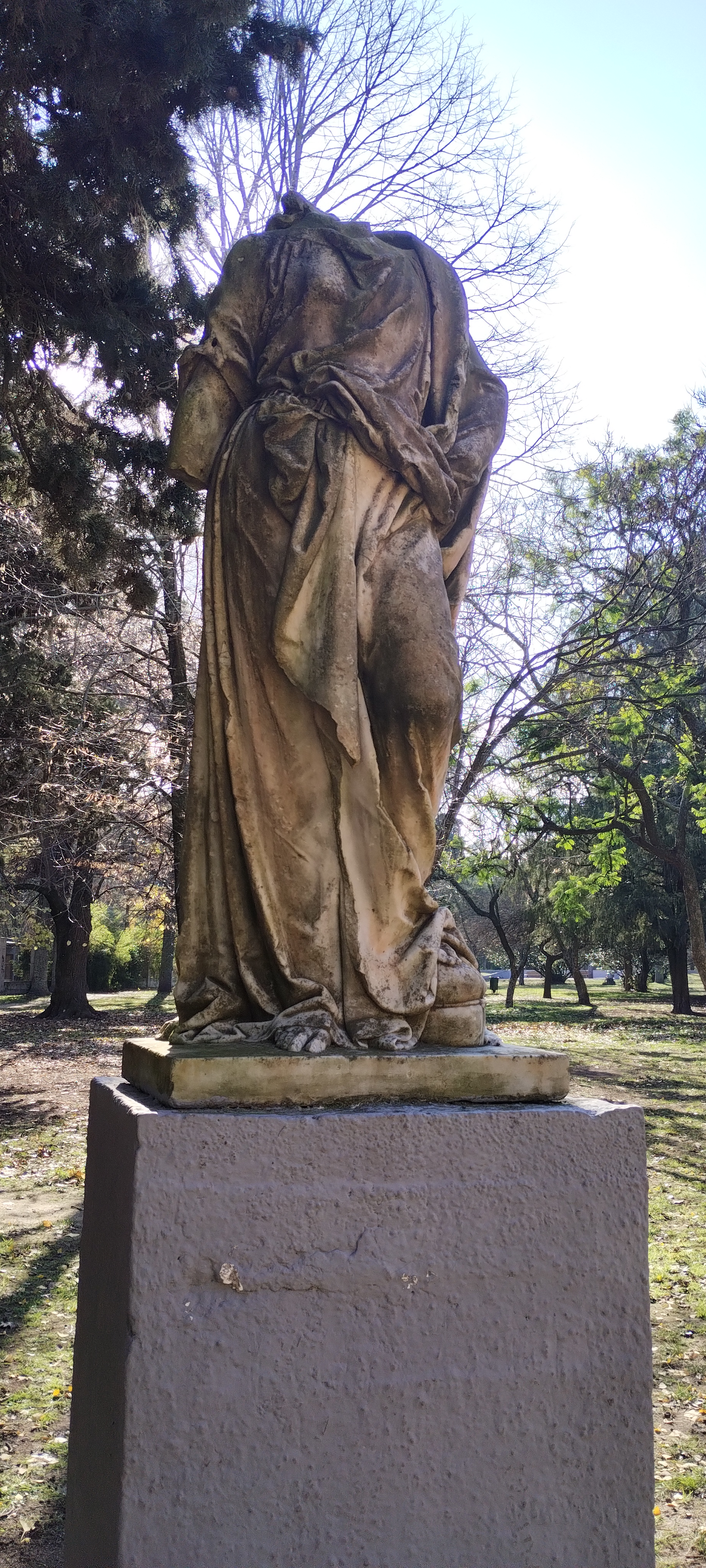
La obra de Pietro Costa en el Paseo del Bosque, La Plata.

En Montevideo, realizó el monumento a Joaquín Suárez, inaugurado en 1886 en la plaza Independencia de la capital uruguaya y trasladado en 1905. También hizo el monumento al obispo Apolinar Serrano para su tumba en la Catedral de San Cristóbal en La Habana, Cuba.